# Палата представителей (Тринидад и Тобаго)
Палата представителей (англ. House of Representatives) — нижняя палата двухпалатного парламента Тринидада и Тобаго.

## Состав
Палата представителей является избираемой нижней палатой двухпалатного парламента Тринидада и Тобаго. Палата представителей заседает в Красном доме. В палате заседает 41 депутат, избираемый по одномандатным округам. Парламент избирается сроком на пять лет, но может быть распущен президентом досрочно, если об этом попросит премьер-министр. После выборов депутат, обладающий поддержкой большинства членов палаты, назначается премьер-министром и просит о формировании правительства.
До 2007 года в стране было всего 36 избирательных округов и избиралось 36 депутатов палаты. На выборах 2007 года были добавлены пять избирательных округов, что увеличило количество избираемых депутатов палаты до 41.
Председателем Палаты представителей является спикер палаты, который может быть либо одним из 41 избранных членов, но также может прийти извне. Это имеет значение для расчета специального большинства голосов (42 члена вместо 41).